# Venus Victrix (Canova)
Venus Victrix je polugola ležeća neoklasična portretna skulptura u prirodnoj veličini koju je izradio talijanski kipar Antonio Canova. Oživljavajući starorimske umjetničke tradicije portretiranja smrtnih pojedinaca u liku bogova i prekrasnog ženskog oblika koji leži na kauču (kao što se najčešće vidi u ležećim prikazima Hermafrodita), naručili su ga suprug Paulinee Bonaparte Camillo Borghese. Kip je izrađen u Rimu od 1805. do 1808., nakon vjenčanja Pauline. Kip je zatim preseljen u Camillovu kuću u Torinu, potom u Genovu, da bi u svoj sadašnji dom (Galleria Borghese u Rimu) stigao tek oko 1838.

### Skulptura
Nagi portreti bili su neobični, sa subjektima visokog ranga koji su obično imali strateški postavljene draperije (iako je Canova proizveo kip još jednog člana obitelji Bonaparte – kip Napoleona iz 1806. koji ga predstavlja kao Marsa). Pitanje je je li za skulpturu doista pozirala gola jer je samo glava realno (iako malo idealiziran) portretiziranja, dok je goli torzo neoklasicistički idealizirani ženski oblik. Na pitanje kako je mogla pozirati kiparu tako malo odjevena, navodno je odgovorila da je u ateljeu bila peć koja ju je grijala, iako je to možda apokrif ili dosjetka koju je ona namjerno osmislila kako bi izazvala skandal.
U ruci drži jabuku koja asocira na Afroditinu pobjedu na Parisovom sudu. Prostorija u kojoj je skulptura izložena u galeriji Borghese također ima stropnu sliku s prikazom suda koju je naslikao Domenico de Angelis 1779. godine, a inspiriran je poznatim reljefom na pročelju vile Medici.
Canova je prvo dobio uputu da Pauline Bonaparte prikaže potpuno odjevenu kao čednu božicu Dijanu, lovicu i djevicu, ali Pauline se počela smijati i rekla je da nitko ne bi vjerovao da je djevica. Imala je međunarodnu reputaciju po lakom promiskuitetu, u Francuskoj i Italiji, i možda je uživala u provokaciji golog poziranja u katoličkom Rimu. Nadalje, kada su Pauline upitali je li stvarno gola pozirala pred Canovom, odgovorila je da je zapravo bila gola, te da to ne predstavlja problem jer Canova "nije bio pravi muškarac", te da je soba bila pretopla za odjevenu pozu. Predmet skulpture također je mogao biti pod utjecajem mitskog podrijetla obitelji Borghese: oni su vukli svoje porijeklo od Venere, preko njenog sina Eneje, osnivača Rima.
Drvena baza, zastrta poput katafalka, nekada je sadržavala mehanizam za rotaciju skulpture, kao i kod drugih Canovinih djela i u prilagođenim bazama antičke skulpture u galerijama, tako da ju je promatrač mogao promatrati iz svih kutova bez pomicanja. U doba njezine izrade, gledatelji su se skulpturi divili i uz svijeće. Sjaj skulpture nije bio samo zahvaljujući finoj kvaliteti mramora, već i voštanoj površini, koja je nedavno restaurirana.